# 영상물등급위원회
영상물등급위원회(映像物等級委員會, Korea Media Rating Board, 이하 영등위)는 영상물의 윤리성 및 공공성을 확보하고 청소년을 보호하기 위한 대한민국의 등급 위원회이다. 1966년 1월 '한국예술문화윤리위원회'라는 이름으로 창립되었으며, 1999년 6월에 이르면서 현재의 이름으로 변경되었다.
문화체육관광부 소관의 기관으로, 기타공공기관으로 지정되어 있으며 서울특별시 마포구 상암동 DMC 1602 문화 콘텐츠 센터에 위치해 있었으나, 공공기관 지방 이전에 따른 혁신도시 건설 및 지원에 관한 특별법에 따라 2013년 9월 5일 부산광역시 해운대구 센텀서로 39(우2동) 영상산업센터로 이전하였다
설립 초중기에는 대본, 영화 각본, 노랫말, 악보, 게임 등의 거의 모든 문화물을 심의하였지만, 관련 법 개정 이후에, 위원회 분리 및 심의 내용이 폐지되었다.

## 설립 근거
- 영화 및 비디오물의 진흥에 관한 법률[1]

## 주요 업무
- 영상물등의 등급분류 및 내용정보, 청소년 유해성 확인에 관한 사항
- 영상물등의 제작·유통 또는 시청제공의 실태조사 및 관리에 관한 사항
- 영상물등급위원회 규정의 제정·개정 및 폐지에 관한 사항
- 위원 또는 그 배우자나 배우자이었던 자와 공동권리자 또는 공동의무자의 관계에 있는 자가 신청한 위원의 기피신청에 관한 사항
- 영상물등의 등급분류의 객관성 확보를 위한 조사, 연구, 국제협력 및 교육홍보에 관한 사항
- 그 밖에 이 법 또는 다른 법령에 의하여 영상물등급위원회의 업무 또는 권한으로 규정되거나 위탁받은 사항

## 발자취
- 1966년 1월 한국 예술 문화 윤리 위원회로 창립.
- 1975년 12월 공연법의 개정에 따라서 해체.
- 1976년 5월 한국 공연 윤리 위원회로 재설립.
- 1979년 4월 영화 심의를 추가.
- 1981년 5월 1일 비디오 심의를 추가.
- 1985년 7월 수입한 외국 영화, 예고편, 광고 영화 심의를 추가.
- 1986년 2월 기관명을 공연 윤리 위원회로 변경.
- 1988년 12월 연극 등 무대 공연물 심의를 폐지.(당시 사람들의 비난 때문)
- 1989년 1월 청소년 관람 대상의 무대 공연물에 대한 관람 여부에 한해 자문·심의를 함.
- 1993년 7월 6일 새 영상물(New Media) 심의업무 개시.(동년 8월 9일 심의시작)
- 1997년 10월 공연윤리위원회 폐지, 한국공연예술진흥협의회 출범.
- 1999년 6월 공연법 개정에 따라서 지금의 이름으로 변경 (외국인공연추천업무 수임)
- 2006년 10월 30일 개정된 게임 산업 진흥법에 따라서 게임 심의만을 위한 게임물 등급 위원회가 분리되었으나 이름은 유지함.
- 2013년 9월 5일 부산광역시 해운대구 센텀시티로 이전.

## 조직

### 위원회 (9인)
- 사후관리위원회 (5인)
- 영화등급분류소위원회 (8인)
  - 전문위원 (9인)
- 비디오물등급분류소위원회 (9인)
  - 전문위원 (9인)
- 공연추천소위원회 (7인)
- 광고물소위원회 (7인)

## 비판
뇌물을 받고 게임 심의를 한다는 루머가 있으며, 이 중 일부는 사실로 밝혀졌다고 한다. 현재는 게임물에 대한 심의는 영상물 등급 위원회에서 분리된 게임물 등급 위원회에서 한다.
- 2004년 12월 아케이드 소위 의장을 지낸 조모씨가 뇌물을 받았다.[2]
- 2005년 5월 - 2005년 7월 전 영등위 간부 홍모씨는 16차례에 걸쳐 나이트 호크라는 사행성 게임기의 등급 심의를 받게 해 달라는 청탁과 함께 뇌물을 받았다.[3]
- 2005년 11월 영상물 등급 위원회 전 게임물 지도 단속 반장 유모씨는 사행성 게임기 판매업자로부터 수천만 원의 뇌물을 받았다.[4]
- 2006년 8월 전 영등위 간부 홍모씨는 게임등급분류 청탁과 함께 온라인 게임업체로부터 1000만원을 받은 혐의로 불구속 기소되었다.[3]
- 2007년 1월 26일 영등위 게임물 지도 점검 반장은 사행성 게임 양귀비의 단속 무마 청탁 명목으로 1억원 뇌물을 받았다.[5]
- 2007년 2월 6일 영등위 공익 근무 요원은 사행성 게임 메비우스등 12개 게임물의 게임 설명서 교체 청탁으로 850만원 뇌물을 받았다.[6]

## 같이 보기
- 게임물관리위원회
- 대한민국의 영상물 등급 제도
- 대한민국의 텔레비전 등급 제도
- 영화윤리위원회: 일본의 영상물 등급 심의기관
- 미국영화협회: 미국의 영상물 등급 심의기관